# Leucauge profundifoveata
Leucauge profundifoveata är en spindelart som beskrevs av Embrik Strand 1906. Leucauge profundifoveata ingår i släktet Leucauge och familjen käkspindlar. Inga underarter finns listade i Catalogue of Life.